# Национальная галерея Марке
Национальная галерея Марке (итал. Galleria nazionale delle Marche) — художественный музей региона Марке, расположенный в Палаццо Дукале — бывшей резиденции герцогов Урбинских в Урбино.

## История
Основу коллекции галереи составляют произведения, переданные церквями и монастырями Марке в течение XIX века. Многие произведения из собрания герцогов Урбинских, напротив, были утрачены в прошлые века, и герцогская коллекция составляет лишь небольшую часть экспозиции музея.

## Коллекция музея
Наиболее значимые работы, выставленные в галерее Марке, относятся к живописи урбинского Возрождения, среди которых две работы Пьеро делла Франческа и несколько работ придворных художников Федериго да Монтефельтро. Представлены работы местных художников, среди них выделяется полиптих Витторе Кривелли для церкви в Сан-Северино-Марке, созданный около 1482 года. Кроме того, хорошо представлена живопись начала Чинквеченто, к которому относятся картины Рафаэля Санти, и Сейченто, к которому относятся работы Федерико Бароччи. На верхнем этаже галереи выставлена значительная коллекция керамики.
В части залов на первом этаже располагается Урбинский археологический музей с богатой собранием античных эпитафий.

## Галерея

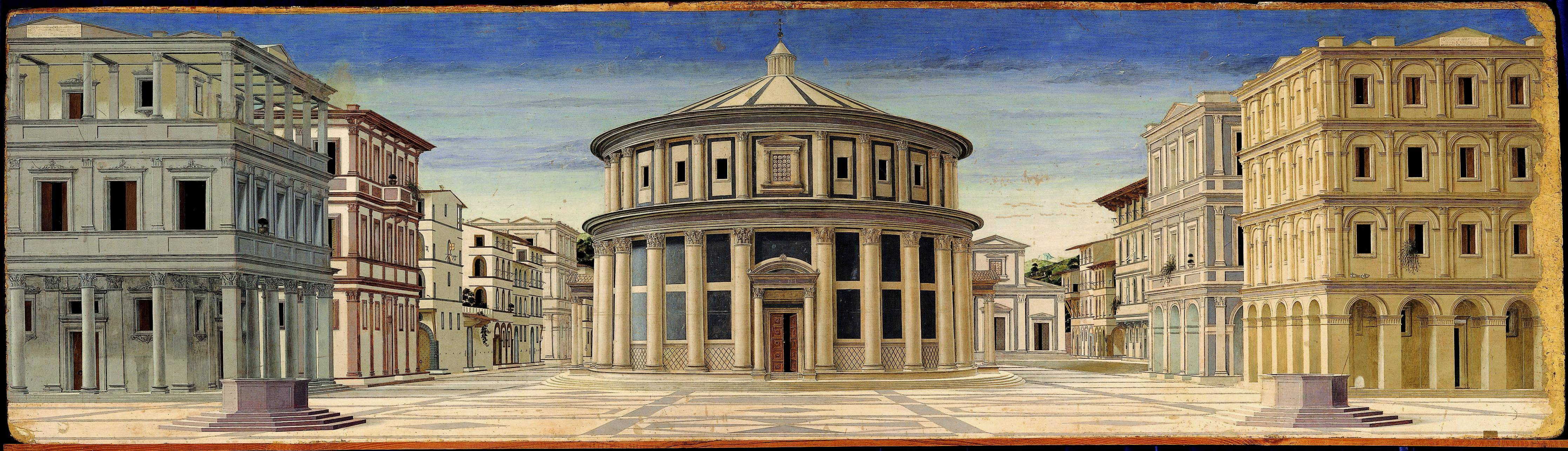
Неизвестный автор, «Идеальный город»
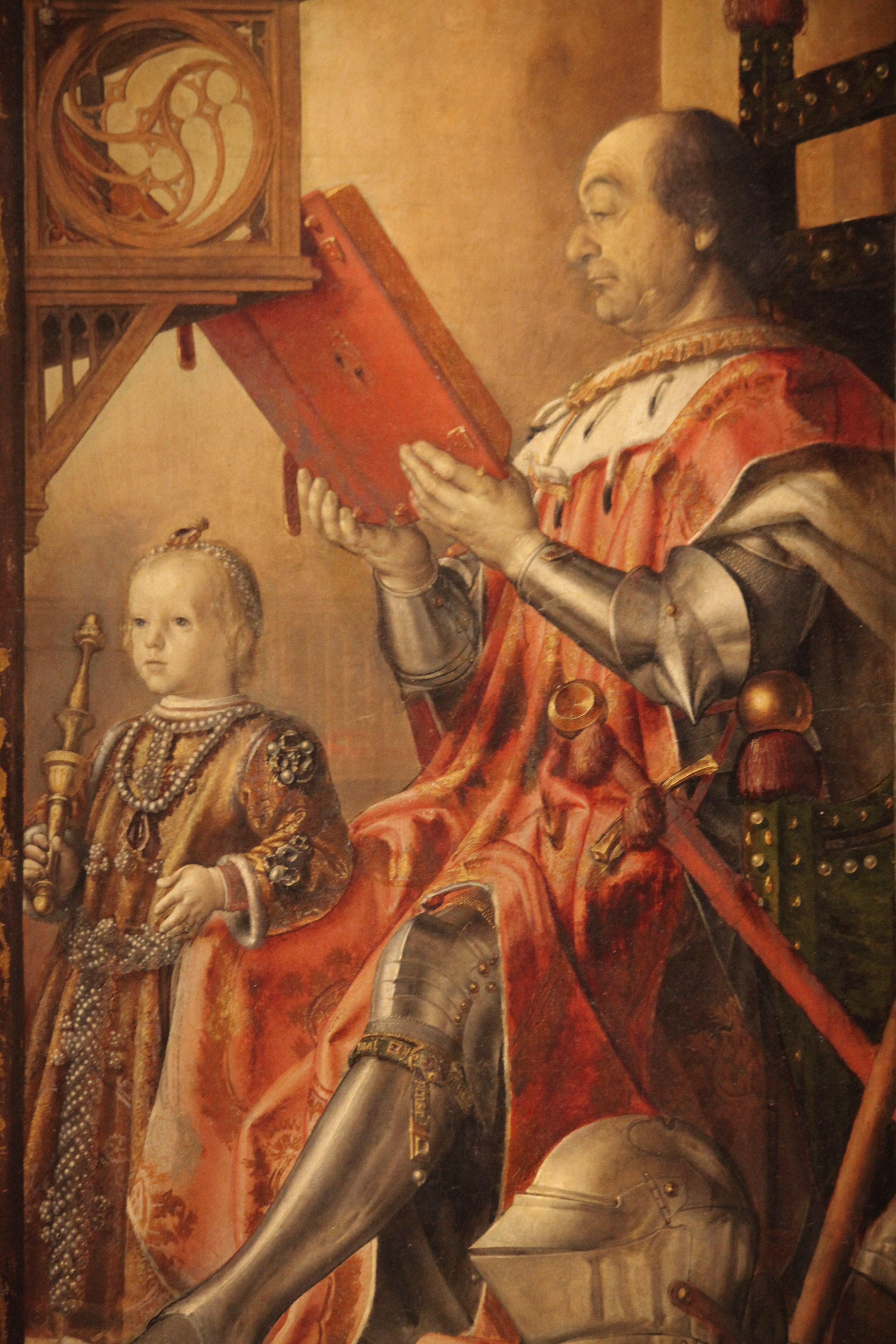
Педро Берругете, «Портрет Федериго да Монтефельтро с сыном Гвидобальдо»
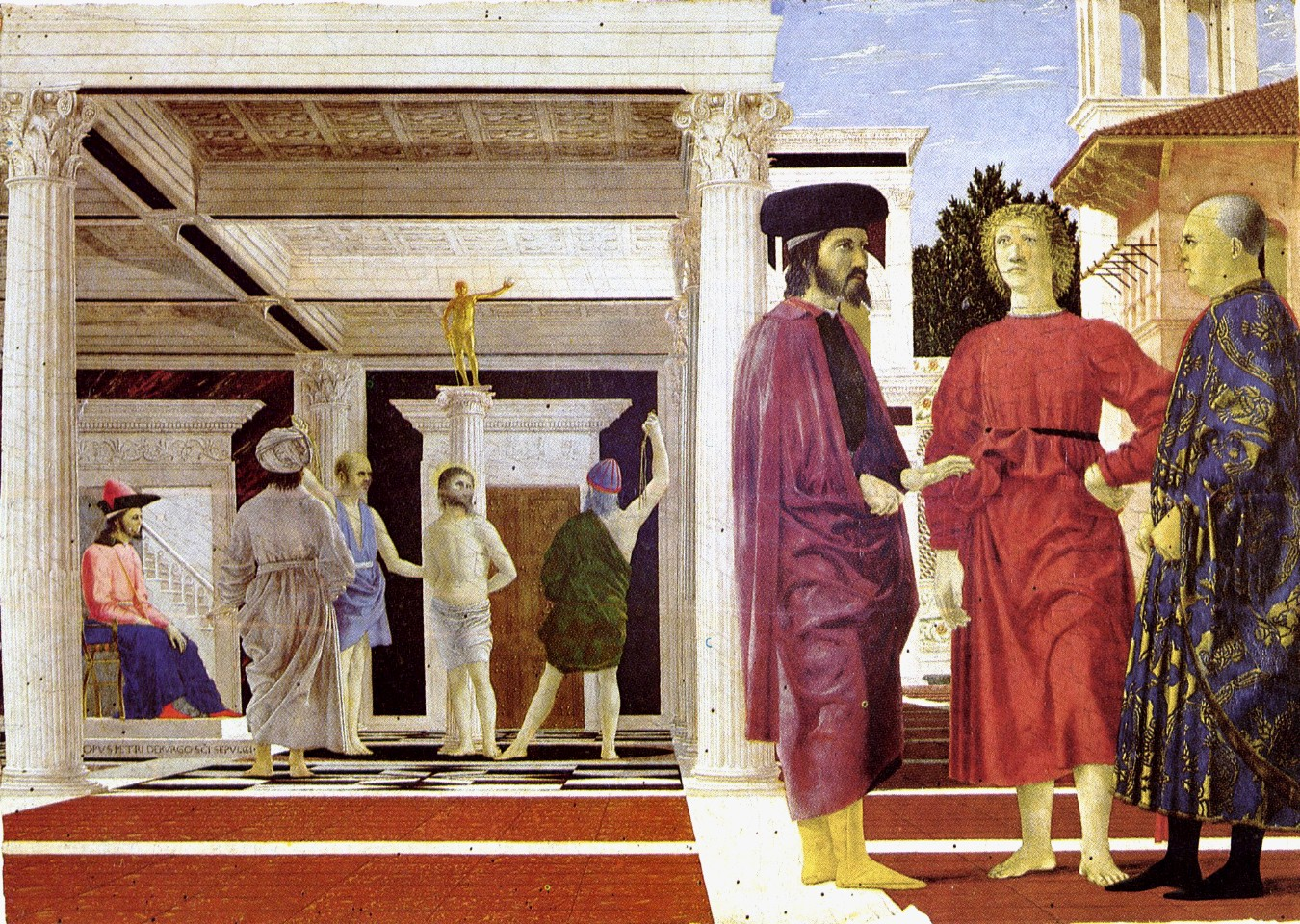
Пьеро делла Франческа, «Бичевание Христа»
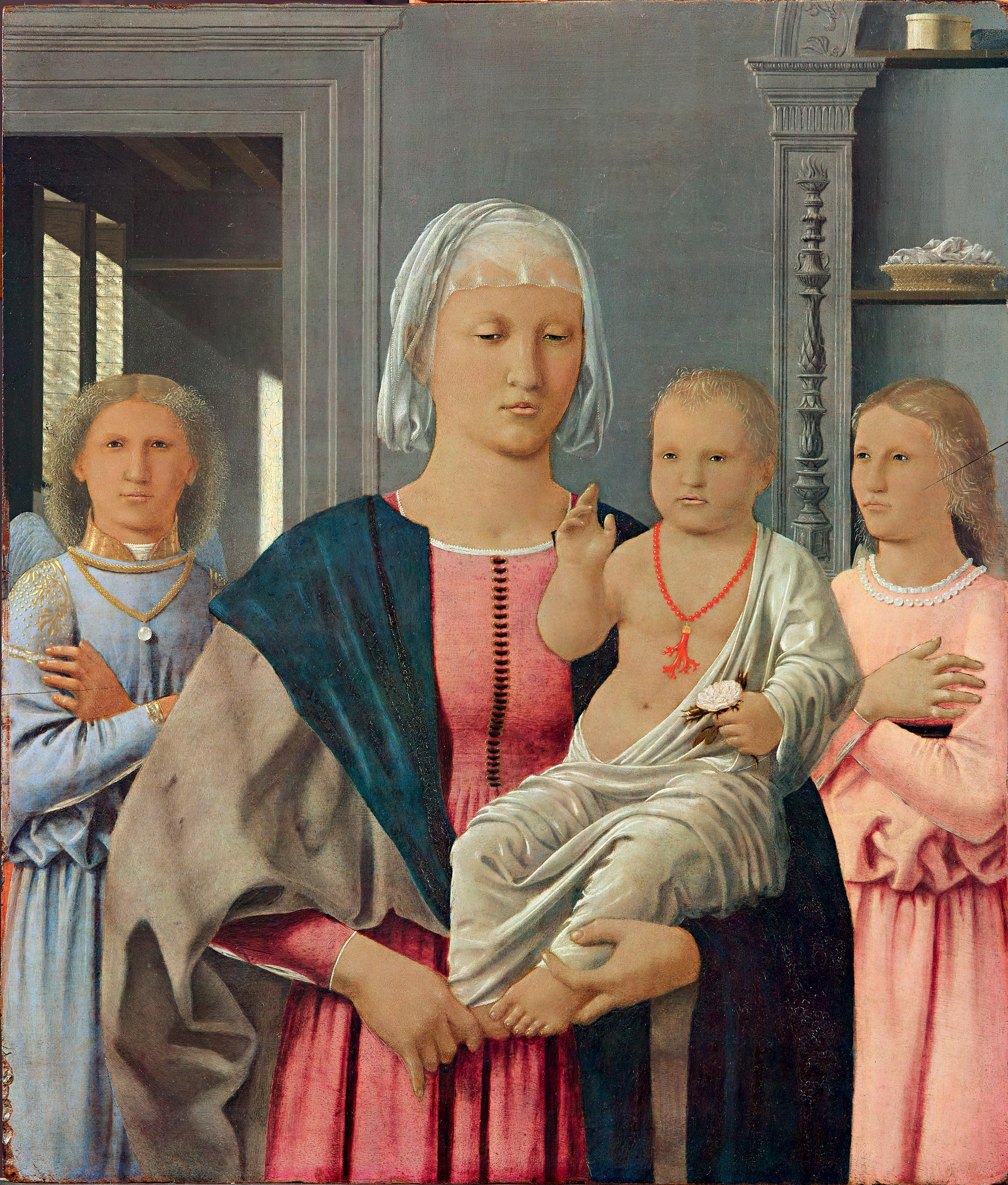
Пьеро делла Франческа, «Сенигальская Мадонна»
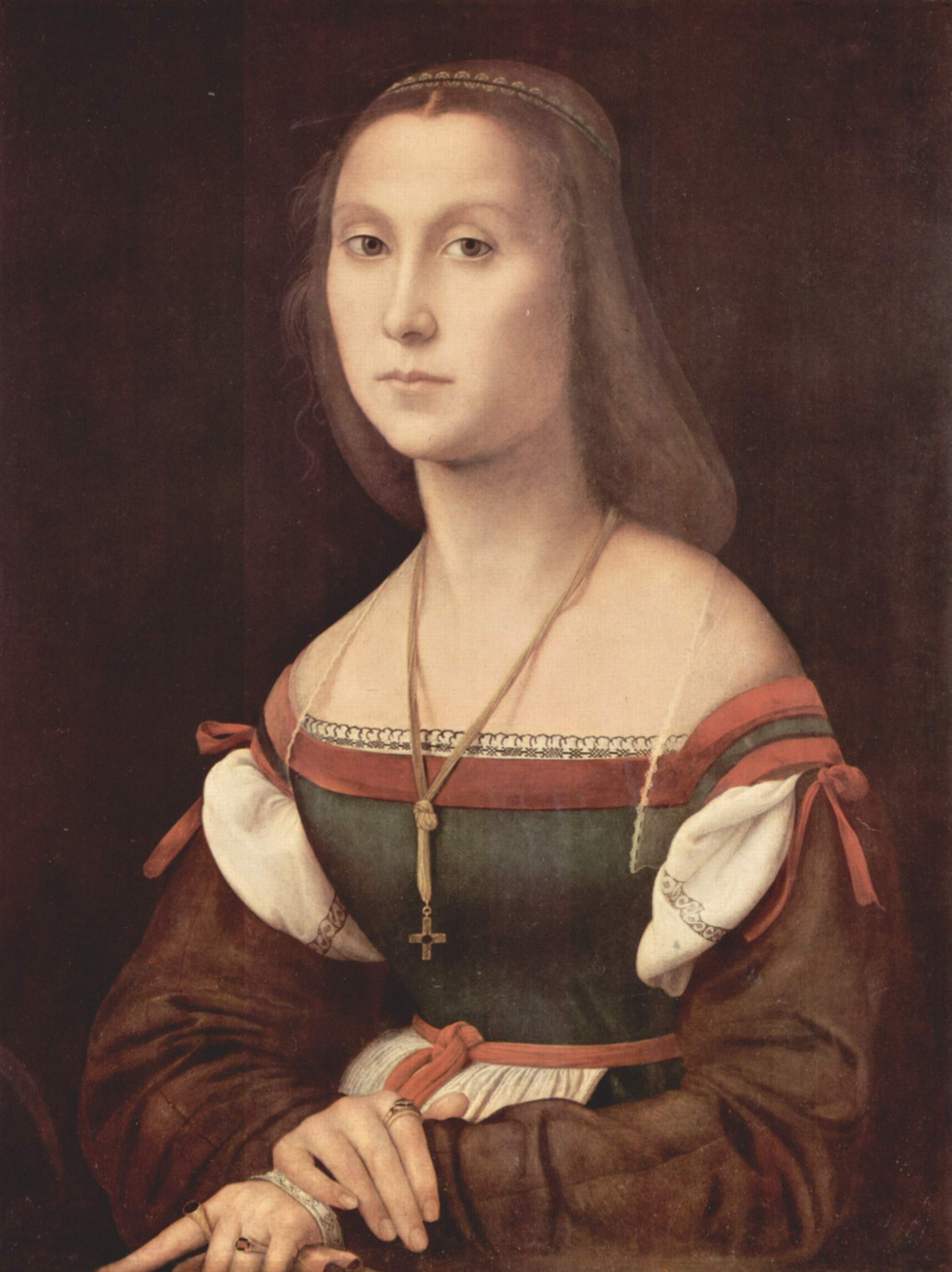
Рафаэль Санти, «Портрет молодой женщины»